# Croatie au Concours Eurovision de la chanson 2008
La sélection croate Dora 2008 change complètement de formule par rapport aux années précédentes. Deux voies différentes permettent l'accès à la finale :
- Une voie dite « ouverte » permettant à tous les compositeurs de présenter leur composition jusqu'à la date butoir fixée au 18 décembre 2007. Sur le total de compositions obtenues, quatorze seront sélectionnées pour la grande finale.
- Une voie dite « fermée » concernant uniquement les compositeurs croates les plus connus qui seront invités à présenter leurs chansons : ils seront au nombre de dix.

## Organisation des sélections
Avant la finale, six shows télévisés seront présentés pour faire connaître les chansons aux téléspectateurs :
- 12 janvier 2008 : Présentation des dix chansons des compositeurs invités.
- 19 janvier, 26 janvier, 2 février 2008 : Présentation des quatorze chansons sélectionnées à l'issue de la voie « ouverte ». Chacun des show se terminera par un vote du public qui désignera deux chansons, n'en laissant ainsi que six sur les quatorze de départ.
- 9 février, 16 février 2008 : Présentation des seize chansons finalistes composées des dix chansons des compositeurs invités et des six chansons issues des trois derniers shows, à l'issue du vote du public.

La finale s'est tenue le 23 février 2008 à Opatija avec les seize chansons finalistes.

## Représentant et Concours
Le représentant est finalement Kraljevi ulice et 75 cents avec comme chanson Romanca (Romance), en langue Croate.
Il se classera 3e ex æquo de la deuxième demi-finale avec 112 points le 22 mai 2008, et qualifie donc la Croatie pour la finale du Concours 2008.
En finale, le 24 mai 2008, il se classe 21e avec 41 points.